# Torneo de Nuevos Valores 1978
El Torneo de Nuevos Valores 1978 fue la primera y única edición de un torneo copero extraordinario organizado por la Federación Mexicana de Fútbol. El certamen tenía como objetivo, y norma fundamental del reglamento de este, incentivar la alta competencia de planteles juveniles en las veinte escuadras de la Primera división. Dada la suspensión de la Copa México desde la campaña 1976-77, y el hecho de que el "Torneo de reservas" era exclusivamente juvenil, los federativos pretendían un fogueo más intenso de las fuerzas básicas de los clubes, por lo que diseñaron esta competición con la regla estricta de que jugaran seis elementos titulares del torneo liguero, combinado con cinco jugadores titulares de las reservas juveniles.
Esta fue una de las tres competencias oficiales organizadas por Federación, paralelas a las tres tradicionales (Liga, Copa y Campeón de Campeones), y al igual que sus pares (Copa Presidencial Adolfo López Mateos 1963 y Copa Federación 1983) nunca se volvió a jugar.
El formato imitó a uno de los empleados en la Copa México, distribuyendo a los equipos en cuatro grupos regionales de cinco equipos cada uno; duelos ida y vuelta entre los integrantes; semifinales a visita recíproca entre los líderes de sector y final bajo el mismo sistema. A pesar de la intención y obligatoriedad del reglamento, fueron pocos los partidos que se disputaron con cinco juveniles como titulares.

## Resultados

### Fase de grupos

#### Grupo oeste
| Equipo              | Pts. | PJ | PG | PE | PP | GF | GC | Dif. |
| ------------------- | ---- | -- | -- | -- | -- | -- | -- | ---- |
| U. de G.            | 10   | 8  | 4  | 3  | 1  | 11 | 6  | +5   |
| Unión de Curtidores | 10   | 8  | 4  | 2  | 2  | 12 | 10 | +2   |
| Zacatepec           | 8    | 8  | 4  | 1  | 3  | 13 | 9  | +4   |
| Guadalajara         | 6    | 8  | 2  | 2  | 4  | 9  | 12 | -3   |
| León                | 4    | 8  | 2  | 0  | 6  | 12 | 20 | -8   |

#### Grupo centro
| Equipo            | Pts. | PJ | PG | PE | PP | GF | GC | Dif. |
| ----------------- | ---- | -- | -- | -- | -- | -- | -- | ---- |
| Cruz Azul         | 15   | 8  | 7  | 1  | 0  | 21 | 6  | +15  |
| Atlético Potosino | 10   | 8  | 4  | 2  | 2  | 14 | 8  | +6   |
| Atlético Español  | 8    | 8  | 3  | 2  | 3  | 15 | 9  | +6   |
| Atlante           | 5    | 8  | 1  | 3  | 4  | 10 | 14 | -4   |
| Tampico           | 2    | 8  | 1  | 0  | 7  | 7  | 30 | -23  |

#### Grupo este
| Equipo   | Pts. | PJ | PG | PE | PP | GF | GC | Dif. |
| -------- | ---- | -- | -- | -- | -- | -- | -- | ---- |
| Toluca   | 9    | 8  | 4  | 2  | 2  | 12 | 9  | +3   |
| UNAM     | 7    | 8  | 3  | 2  | 3  | 13 | 10 | +3   |
| América  | 7    | 8  | 3  | 2  | 3  | 11 | 8  | +3   |
| Veracruz | 7    | 8  | 3  | 1  | 4  | 11 | 14 | -3   |
| Puebla   | 6    | 8  | 3  | 0  | 3  | 11 | 17 | -6   |

#### Grupo norte
| Equipo            | Pts. | PJ | PG | PE | PP | GF | GC | Dif. |
| ----------------- | ---- | -- | -- | -- | -- | -- | -- | ---- |
| Laguna            | 14   | 8  | 7  | 0  | 1  | 17 | 5  | +12  |
| Monterrey         | 12   | 8  | 5  | 2  | 1  | 16 | 6  | +10  |
| Jalisco           | 5    | 8  | 1  | 4  | 3  | 8  | 15 | -7   |
| Tecos de la UAG   | 4    | 8  | 0  | 4  | 4  | 7  | 13 | -6   |
| Tigres de la UANL | 3    | 8  | 1  | 2  | 5  | 5  | 14 | -9   |

### Semifinales

#### U. de G. - Laguna
| Ida; 9 de agosto de 1978 | U. de G. | 0:0 | Laguna | Estadio Jalisco, Guadalajara |  |
|                          |          |     |        | Árbitro(s): Patricio Molina  |  |

| Vuelta; 13 de agosto de 1978 | Laguna     | 1:2 (0:1) | U. de G.                   | Estadio San Isidro, Torreón  |                              |
|                              | Flores 51' |           | Chavarín 30' · Dávalos 66' | Árbitro(s): Baltazar Bolaños | Árbitro(s): Baltazar Bolaños |

#### Cruz Azul - Toluca
| Ida; 9 de agosto de 1978 | Toluca                                     | 2:1 (2:0) | Cruz Azul   | Estadio Toluca 70, Toluca |  |
|                          | Enrique Hernández 44' · Gustavo García 45' |           | Camacho 47' |                           |  |

| Vuelta; 12 de agosto de 1978 | Cruz Azul        | 2:0 (0:0) | Toluca | Estadio 10 de diciembre, Jasso |  |
|                              | Toribio 47', 92' |           |        |                                |  |

### Final
| Ida; 16 de agosto de 1978 | U. de G. | 1:0 (0:0) | Cruz Azul | Estadio Jalisco, Guadalajara   |                                |
|                           | Ríos 87' |           |           | Árbitro(s): Miguel Ángel López | Árbitro(s): Miguel Ángel López |

| Vuelta; 20 de agosto de 1978 | Cruz Azul   | 1:1 (1:1) | U. de G.    | Estadio 10 de diciembre, Jasso |                             |
|                              | Jiménez 31' |           | Dávalos 21' | Árbitro(s): Patricio Molina    | Árbitro(s): Patricio Molina |